# Fomalhaut
Fomalhaut (α PsA, α Piscis Austrini) je najsjajnija zvijezda u zviježđu Piscis Austrinus (Južna riba).
Osamnaesta je po sjaju na noćnome nebu, prividne magnitude 1,16. Iz naših se krajeva vidi ljeti uvečer na južnom nebu. Udaljen je od Zemlje oko 25 svjetlosnih godina a približava se radijalnom brzinom od 6,5 km/s. Fomalhaut A je zvijezda mase 1,92 puta veće od Sunčeve, oko 1,84 puta većega je promjera, 16,6 puta većega sjaja i površinske temperature oko 8590 K.  Patuljasta je zvijezda glavnog iza spektralne klase A3V. Zvijezda emitira jako infracrveno zračenje i posjeduje nekoliko cirkumstelarnih omotača. Tradicionalni naziv Fomalhaut (ar. fum al-hawt) znači "usta južne ribe". Ova zvijezda je 2500 pr. n. e. označavala solsticij.
Nalazi se u sustavu s dvjema udaljenim (0,91 i 3,2 svjetlosne godine), manje sjajnim zvijezdama Fomalhautom B, koji je bljeskovita zvijezda s približno 72,5% Sunčeve mase i površinskom temperaturom 4711 K i crvenim patuljkom Fomalhautom C, koji se nalazi u zviježđu Vodenjaku, koji ima približno pet puta manju masu od Sunca i površinsku temperaturu 3132 K. Zvjezdani sustav je star oko 440 milijuna godina. Otkriveno je da se nalazi u trostrukom sustavu 2013. kada je otkriveno da te tri zvijezde dijele pravilno kretanje kroz svemir. 
Fomalhaut ima masivni disk prašine sličan onome iz ranog Sunčevog sustava, ali mnogo masivniji. Sadrži i plinoviti egzoplanet, Fomalhaut b, otkriven 2008. i izravno fotografiran 2012. Njen orbitalni period iznosi oko 2000 godina.